# Dairy
Dairy az Amerikai Egyesült Államok északnyugati részén, Oregon állam Klamath megyéjében, az Oregon Route 70 és Oregon Route 140 csomópontjában elhelyezkedő önkormányzat nélküli település.

## Története
Az Oregon Geographic Names szerint nevét William Roberts telepestől, az 1876-ban megnyílt posta első vezetőjétől kapta.
Az Oregon, California and Eastern Railway vasútállomása a Klamath Falls–Bly-vasútvonal 1941-es menetrendjében még szerepelt. 1990-ben a nyomvonal helyén gyalogos útvonalat (OC&E Woods Line State Trail) alakítottak ki.

## Éghajlat
A település éghajlata mediterrán (a Köppen-skála szerint Csb).

## Fordítás
- Ez a szócikk részben vagy egészben  a   Dairy, Oregon című angol Wikipédia-szócikk ezen változatának fordításán alapul.  Az eredeti cikk szerkesztőit annak laptörténete sorolja fel. Ez a jelzés csupán a megfogalmazás eredetét és a szerzői jogokat jelzi, nem szolgál a cikkben szereplő információk forrásmegjelöléseként.